# Pinto Avanza
Pinto Avanza (PAVNZ) es un partido político de España adscrito a la circunscripción electoral de la ciudad de Pinto. El partido fue fundado como escisión del Partido Popular de Pinto, partido con quien fue concejal su líder y fundador, Fernando de Asís González Jaén.

## Historia
Pinto Avanza nació en octubre de 2022 como escisión del Partido Popular de Pinto tras la marcha del partido de Fernando González, exconcejal de educación en el gobierno de Miriam Rabaneda. Tras conseguir González Jaén y sus seguidores las firmas necesarias para poder presentarse a las elecciones municipales de 2023, se formó el partido.El partido se erigía como renovación de la política pinteña, negándose a pactar con aquellos que consideraba «extremos» y con el Partido Popular.
En las elecciones municipales de 2023, Pinto Avanza consiguió entrar en el hemiciclo con 2 escaños de los 25 del pleno, siendo llave para la gobernabilidad. Tras tener diversas reuniones con los dos principales partidos del consistorio, el 17 de junio, Pinto Avanza dio la alcaldía a Salomón Aguadodel Partido Popular y el partido entró a formar parte del gobierno.

## Resultados electorales
| Elecciones                              | Votos | %    | Concejales | Posición   |
| --------------------------------------- | ----- | ---- | ---------- | ---------- |
| Elecciones municipales de 2023 en Pinto | 2.560 | 9,48 | 2/25       | 4.ª fuerza |